# Грабовляк, Григорий Петрович
Григорий Петрович Грабовляк (в некоторых наградных документах — Грабовяк; 5 марта 1924 — 1 декабря 1994) — старшина Красной армии, участник Великой Отечественной войны, полный кавалер ордена Славы.

## Биография
Родился 5 марта 1924 года в селе Мальчевцы (Литинский уезд, Подольская губерния; ныне Барский район, Винницкая область, Украина), в крестьянской семье. По национальности — украинец. В 1939 году окончил 7 классов и начал работать ездовым в колхозе. После начала Великой Отечественной войны оставался на оккупированной территории.
В марте 1944 года, после освобождения района, был призван в Красную Армию. С апреля 1944 года находился в действующей армии. К лету 1944 года был пулемётчиком 209-го стрелкового полка 162-й стрелковой дивизии. Отличился в боях в ходе Львовско-Сандомирской наступательной операции.
18 июля 1944 года в ходе боев за село Пустельники младший сержант Григорий Грабовляк принимал участие в отражении трёх вражеских контратак, огнем из станкового пулемёта уничтожил приблизительно 20 немецких солдат, в том числе станковый пулемёт и расчёт миномёта. На следующий день в ходе боя за село Адамы уничтожил 16 немецких солдат и одного снайпера. Во время этого боя был ранен. Был представлен к награждению орденом Славы 3-й степени, но награду не получил.
После выздоровления в госпитале попал в другую часть. В августе стал сапёром, был командиром отделения 116-го отдельного сапёрного батальона 41-й стрелковой дивизии. В его составе служил до конца войны. Воевал на 1-м Украинском фронте и 1-м Белорусском фронте.
С 27 августа по 4 сентября 1944 года, за период постройки оборонительного рубежа на Пулавском плацдарме вблизи деревни Лавецко (в 15 километрах восточнее от города Зволень, Польша) младший сержант Григорий Грабовляк лично установил более 300 мин различных систем и 700 погонных метров проволочных заграждений. Приказами по частям 162-й стрелковой дивизии от 8 сентября 1944 года (№ 85/н, за бои в июле 1944 года) и 41-й стрелковой дивизии 6 ноября того же года (№ 129/н, за оборону на Пулавском плацдарме) младший сержант Григорий Петрович Грабовляк был награждён двумя орденами Славы 3-й степени.
9 февраля 1945 года в ходе боя близ населенного пункта Буршен (в 10 километрах юго-западнее города Мезеритц, Польша) Григорий Грабовляк под огнем противника, выполняя боевое задание, произвёл подрыв долговременной огневой точки, при этом уничтожил гарнизон противника и взял в плен 7 человек. 20 февраля 1945 года был награждён орденом Красной Звезды.
С 16 по 17 апреля 1945 года в ходе прорыва обороны противника близ Лебуса (в 7 километрах севернее от Франкфурта-на-Одере, Германия) младший сержант Григорий Грабовляк вместе с бойцами проделал три прохода в минно-взрывных и проволочных заграждениях шириной по 15 метров каждый, тем самым обезвредил свыше 83 противопехотных и 120 противотанковых мин, что обеспечило дальнейшее продвижение советских стрелковых частей. Приказом по войскам 69-й армии от 13 мая 1945 года (№ 166/н) младший сержант Григорий Грабовляк был награждён орденом Славы 2-й степени.
Демобилизовался в марте 1947 года в звании старшего сержанта. Старшина в отставке. Жил в селе Мытки, Барский район, затем переехал в Бар, где работал старшим приёмосдатчиком груза на железнодорожной станции Бар. Участвовал в Параде на Красной площади в Москве 9 мая 1990 года в ознаменование 45-й годовщины Победы в Великой Отечественной войне.
Указом Президиума Верховного Совета СССР от 31 декабря 1987 года приказ от 6 ноября 1944 года был отменён и Григорий Грабовляк был награждён орденом Славы 1-й степени, став полным кавалером ордена Славы.
Умер 1 декабря 1994 года.

## Награды
- Орден Отечественной войны 1-й степени (11 марта 1985)[1][2];
- Орден Красной Звезды (20 февраля 1945)[1][2][3];
- Полный кавалер ордена Славы:

- Орден Славы 1-й степени (31 декабря 1987 — № 2131);
- Орден Славы 2-й степени (13 мая 1945 — № 82);
- 2 ордена Славы 3-й степени (8 сентября 1944 и 6 ноября 1944 — № 635905);

- так же ряд медалей[1][2].